# Juan Carlos Yuste Jiménez
Juan Carlos Yuste Jiménez es un árbitro asistente de fútbol profesional español e internacional desde enero de 2004, siendo el árbitro asistente en lograrlo con menor edad, 28 años.

## Biografía
Lleva desde 1999 (26 años) como árbitro asistente en la Primera División de la Liga Española.
- Participó como árbitro asistente en la Eurocopa de Austria y Suiza 2008, junto a Mejuto González.
- Participó como árbitro asistente en el mundial de Sudáfrica 2010, junto a Alberto Undiano Mallenco.[1]
- Participó como árbitro asistente en la Eurocopa de Polonia y Ucrania 2012, junto a Carlos Velasco Carballo.[2]
- Tuvo la oportunidad, junto a Velasco Carballo, de participar en el partido inaugural de la Eurocopa 2012.[2]
- Fue seleccionado junto a Velasco Carballo y el asistente Alonso Fernández para participar en el mundial de Brasil 2014.[3]
- Ha participado como asistente junto a Carlos Velasco Carballo en la final de la Copa del Rey 2015. Siendo ésta la tercera final que asiste en su carrera arbitral.[4]
- En 2015 recibe su segunda bota de Oro por su trayectoria profesional y concedida por la Real Federación del Fútbol de Madrid el 27 de noviembre.[5]